# Quadrastichus ulysses
Quadrastichus ulysses är en stekelart som först beskrevs av Girault 1916.  Quadrastichus ulysses ingår i släktet Quadrastichus och familjen finglanssteklar. Inga underarter finns listade i Catalogue of Life.